# 日本キリスト教海外医療協力会
公益社団法人日本キリスト教海外医療協力会（にほんキリストきょうかいがいいりょうきょうりょくかい、Japan Overseas Christian Medical Cooperative Service、略称:JOCS）は、1960年に設立された日本のNGO（非政府組織）。日本で創設された国際協力NGOではもっとも長い歴史を持つ草分けである。日本で最初に使用済み切手運動による発展途上国への医療支援を始めたことで知られる。
1961年に厚生省から社団法人の認可を受け、公益法人制度改革により、2011年に内閣総理大臣から公益社団法人の認定を受けた。

## 目的
- アジアを始め海外諸国の保健医療事情向上のためにキリストの愛の精神に基づき保健医療協力を推進し、もってすべての人が支えあう「みんなで生きる」平和な社会の実現に寄与することを目的とする。（定款）

## 事業
- 以下の事業を行っている。

1. 海外諸国へキリスト者保健医療従事者の派遣
2. 海外諸国の保健医療従事者の研修に対する奨学金支援
3. 保健医療協力活動に関する人材の育成
4. 海外諸国で保健医療活動及び災害復興支援活動を行う団体に対し、その活動に必要な資源の提供
5. 世界の困難な環境におかれた人々の状況の周知、及び国際協力活動に関する支援及び協働を育む機会の提供

## 関係者
- 岩村昇 （派遣ワーカー）
- 川原啓美 （派遣ワーカー）
- 中村哲 （派遣ワーカー）
- 岩本直美 （派遣ワーカー）